# Wenupteryx
Wenupteryx es un género extinto de pterosaurio pterodactiloide que vivió a durante el Jurásico Superior (etapa del Titoniense) en la Formación Vaca Muerta de la provincia de Neuquén, en el sur de Argentina. Fue nombrado originalmente por Laura Codorniú y Zulma Gasparini en 2013 y la especie tipo es Wenupteryx uzi. Es un pterosaurio de pequeño tamaño relacionado con el clado Euctenochasmatia o Archaeopterodactyloidea.